# Штрейхер, Нанетта
Нанетта Штрейхер (нем. Nanette Streicher, урождённая Штейн; 2 января 1769 — 16 января 1833) — немецкий фортепианный мастер, композитор, учительница музыки и писательница.

## Биография
Нанетта была шестым ребёнком в семье органного и фортепианного мастера Йохана Андреаса Штайна и его жены Магдалены в Аугсбурге. Первые уроки музыки ей преподал отец, находившийся под влиянием своего друга Игнаца фон Бека (Ignaz von Beeck). В Аугсбурге Нанетта участвовала в концертах как пианистка, иногда со своей подругой Нанеттой фон Шаден (Nanette von Schaden). В 1787 она участвовала в концерте также как певица. Однако ей пришлось отказаться от занятий вокалом из-за нездоровья.
После смерти отца 29 февраля 1792, она самостоятельно продолжила работу в фортепианной мастерской.
В 1793 году Нанетта вышла замуж за музыканта Йохана Андреаса Штрейхера и в следующем году переехала с ним в Вену. Она унаследовала дело своего отца и вначале руководила им вместе с младшим братом Маттиасом Андреасом Штейном (Matthias Andreas Stein, 1776—1842). С 1802 года мастерская работала под её собственным именем. При поддержке своего мужа, а затем и сына Йохана Баптиста (в качестве партнёра в деле в 1824-25 гг.), она стала известным и значимым производителем фортепиано. Йохан Баптист был единоличным владельцем фабрики, которая под его руководством получила множество патентов и стала знаменитой на весь мир. В 1896 г. фабрика была продана братьям Штингл (Stingl).
Нанетта и Андреас Штрейхер были не только производителями фортепиано. Нанетта занималась организацией концертов, которые играли важную роль в музыкальной жизни Вены. Сначала концерты проводились в доме Нанетты, затем, с 1812 г., — в созданном ею фортепианном салоне, в котором были созданы все условия для молодых артистов. Среди друзей и покупателей Штрейхеров были Людвиг ван Бетховен и Иоганн Вольфганг фон Гёте.
Нанетта Штрейхер изредка выступала для друзей и посетителей из круга музыкантов, иногда вместе со своей дочерью Софи, столь же одарённой пианисткой. Среди её друзей были многие выдающиеся музыканты Вены.
Нанетта Штрейхер умерла 16 января 1833 года после двухмесячной болезни.

###### Записи, сделанные на инструментах от Штрейхер
- Ян Вермуелен. Франц Шуберт. Произведения для рояля. Издание N1. Записано на рояле от Нанетты Штрейхер 1826 г.